# 1641 a tudományban
Az 1641. év a tudományban és a technikában.

## Technika
- II. Ferdinando de' Medici, Toszkána nagyhercege kifejlesztette a zárt hőmérőt.

## Születések
- május 28. – Janez Vajkard Valvasor szlovén történész, geográfus
- július 31. – Regnier de Graaf orvos és anatómus. († 1673)
- szeptember – Nehemiah Grew botanikus és orvos aki a korai mikroszkópikus vizsgálatokat végzett növényeken († 1712)

## Halálozások
- január 3. – Jeremiah Horrocks csillagász (* kb. 1617).